# Sutra (album)
Sutra – szósty album studyjny amerykańskiego zespołu Yakuza, wydany 19 maja 2023 roku.

## Lista utworów
1. 2Is1 – 4:30
2. Alice – 4:39
3. Echoes from the Sky – 6:48
4. Capricorn Rising – 6:32
5. Embers – 5:17
6. Burn Before Reading – 5:04
7. Walking God – 5:03
8. Into Forever – 2:38
9. Psychic Malaise – 5:42
10. Never The Less – 7:27

## Twórcy
Członkowie grupy
- Bruce Lamont – śpiew, saksofon
- Matt McClelland – gitara, śpiew poboczny
- James Staffel – perkusja, projekt graficzny
- Jerome Marshall – gitara basowa

Inni
- Sanford Parker – nagrywanie, produkcja muzyczna
- Collin Jordan – mastering
- Sonya – obrazy
- Dan Lutger – projekt graficzny